# John McCallum

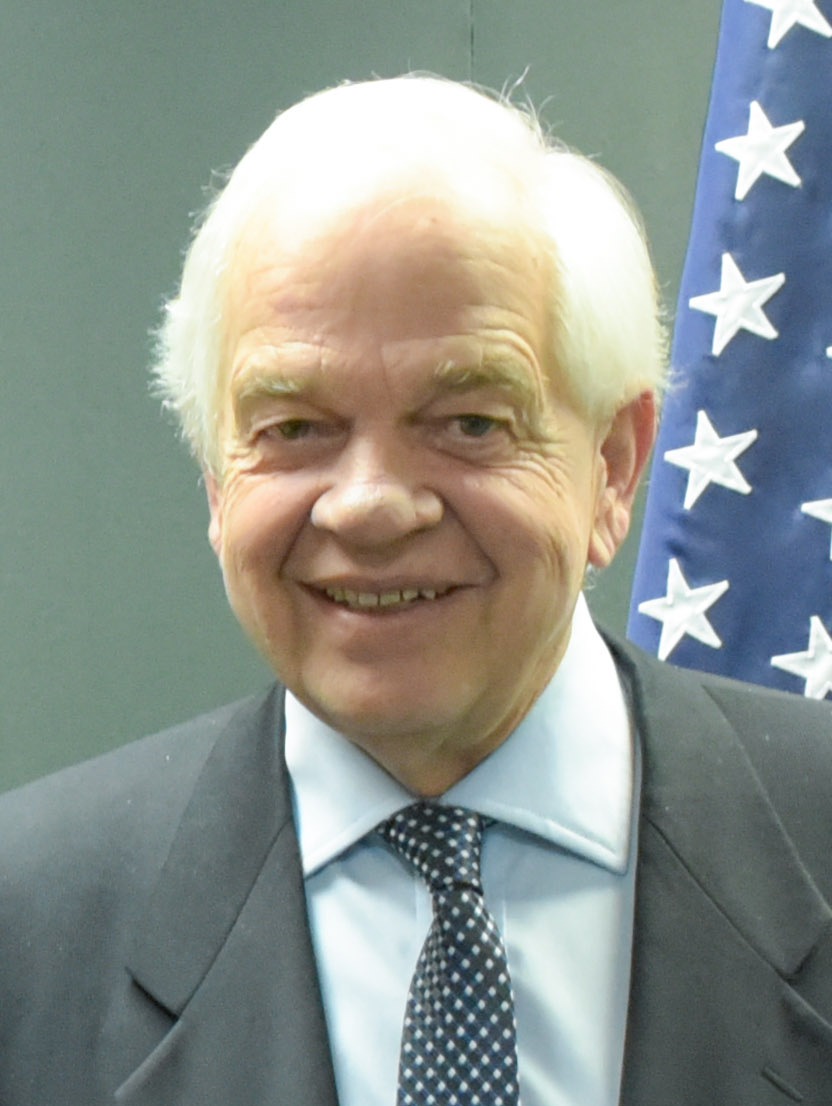
2016

John McCallum PC (sinh ngày 9 tháng 4 năm 1950) là một chính trị gia, nhà kinh tế, giáo sư đại học và nhà ngoại giao người Canada. Là cựu thành viên của Nghị viện (MP), McCallum là Đại sứ Canada tại Trung Quốc từ năm 2017 cho đến khi bị sa thải năm 2019 sau khi phát biểu “sẽ rất tuyệt nếu Mỹ từ bỏ yêu cầu dẫn độ đối với giám đốc Huawei Mạnh Vãn Chu.
Là một nghị sĩ, ông đại diện cho khu vực bầu cử của Markham—Unionville và Markham, và trước đây đã đại diện cho Markham Hồi Unionville và Markham. Ông là thành viên của Hội đồng Cơ mật của Nữ hoàng Canada.
Một chính trị gia liên bang kỳ cựu bắt đầu sự nghiệp chính trị vào năm 2000, McCallum đã phục vụ trong chính phủ của các thủ tướng tự do Jean Chrétien, Paul Martin và Justin Trudeau. McCallum trước đây là Bộ trưởng Ngoại giao (Tổ chức Tài chính Quốc tế), Bộ trưởng Bộ Quốc phòng, Bộ trưởng Bộ Cựu chiến binh, và Bộ trưởng Bộ Di trú, Người tị nạn và Quốc tịch.

## Tiểu sử
McCallum sinh ra ở Montreal, Quebec, con trai của Joan (Patteson) và Alexander Campbell McCallum. Ông đã học trung học tại Selwyn House School và Trinity College School. Ông có bằng Cử nhân Nghệ thuật của Trường Cao đẳng Nữ hoàng, Đại học Cambridge, bằng cử nhân từ Đại học Paris và bằng Tiến sĩ kinh tế tại Đại học McGill. Ông là giáo sư kinh tế tại Đại học Manitoba từ năm 1976 đến năm 1978, Đại học Simon Fraser từ năm 1978 đến năm 1982, Đại học du Québec à Montréal từ năm 1982 đến năm 1987 và Đại học McGill từ năm 1987 đến năm 1994. Ông là thành viên danh dự của Đại học Quân sự Hoàng gia Canada, sinh viên số 139.
McCallum cũng là Trưởng khoa Nghệ thuật tại Đại học McGill, khi ông chủ tương lai của mình, Justin Trudeau là một sinh viên ở đó. Sau đó, ông trở thành Phó chủ tịch cấp cao và Nhà kinh tế trưởng của Ngân hàng Hoàng gia Canada.